# Somateria
Somateria es un género de aves anseriformes de la familia Anatidae conocidos vulgarmente como eideres.

## Especies
El género Somateria incluye tres especies:
- Somateria fischeri - eider de anteojos
- Somateria mollissima - eider común
- Somateria spectabilis - eider real